# 鏽斑豹貓
鏽斑豹貓（學名：Prionailurus rubiginosus），或簡稱鏽斑貓，是一種體型非常小的野外貓科動物，分佈在印度南部及斯里蘭卡。其种加词“Rubiginosus”意为“锈色的”。

## 特徵
鏽斑豹貓體長35－48厘米，尾巴長15－25厘米，重約1.5公斤。由於雌貓可以只有1公斤重，故與黑足貓並列世界上最細小的野貓。牠們的毛呈灰色，背部及兩側有鏽色的斑點，腹部呈白色沒有斑點。尾巴很粗，差不多是體長的一半，顏色較深，故斑點並不明顯。

## 棲息地及行為
鏽斑豹貓主要棲息在印度的熱帶乾旱森林及草原，而在斯里蘭卡則棲息在雨林中。這種差別可能是因豹貓佔據了印度的雨林，但卻沒有在斯里蘭卡生活。
鏽斑豹貓是夜間活動的，半棲於樹上，主要吃齧齒目、鳥類及蜥蜴。牠們在一些地區有被獵殺。

## 保育
鏽斑豹貓在野外面對滅絕的威脅，世界自然保護聯盟也將牠們列為易危。另外，《瀕危野生動植物種國際貿易公約》也將印度的族群列在附錄一中，而其他族群則在附錄二中，貿易受到管制。

## 亞種
鏽斑豹貓共有兩個亞種：

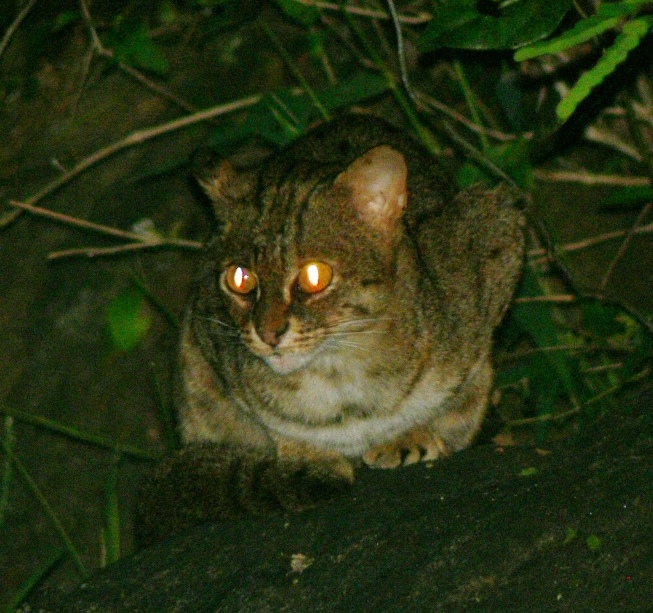
分佈在印度南部的P. r. rubiginosus。

- P. r. rubiginosus：分佈在印度。
- P. r. phillipsi：分佈在斯里蘭卡。

## 外部連結
- ARKive - 鏽斑豹貓的圖片及映片